# Дискография на Петра
Българската певица Петра е действащ изпълнител от 1998 до 2004 г. Работи с две музикални компании „Пайнер“ и „Съни Мюзик“. През 2009 г. се завръща на сцената и записва няколко песни, след което окончателно прекратява музикалната си кариера. През годините има издадени 5 студийни албума и 27 видеоклипа.

## Албуми

### Студийни албуми
| Заглавие           | Детайли за албума                                      | Траклист |
| ------------------ | ------------------------------------------------------ | --- |
| Хищна хиена        | - Издаден: 1998 - Издател: Пайнер - Формат: MC, CD     | - Хищна хиена - Маргарити - Пачки - Любовен грях - Баба и тийнейджър - Автостоп - Що е любов - BMW кючек - Спомен - Убре-дя |
| Котаците и маците  | - Издаден: 1999 - Издател: Пайнер - Формат: MC, CD     | - Клати, клати - Котаците и маците - Златна роза - Пак ще ме целуваш - Зоро - Без теб - Пурата кубинска - Няма раздели - Дай една ракия - Липсваш ми - Данъци - Дъра-бъра                                                                    |
| Жената паяк        | - Издаден: 2000 - Издател: Пайнер - Формат: MC, CD     | - Мечта - Жената паяк - Кеф ми е - Газ, халва - Влюбена - Обичам те - Обич - Парички - Наслука - Циганска любов - Sexy Girl - Без теб - Бойлер - Командира (ремикс) - Горски кралици - Грешница - Страстни думи - Жената паяк (инструментал) |
| La piovra          | - Издаден: 2002 - Издател: Пайнер - Формат: MC, CD     | - Глад, майка, глад - Сиренцето - Бабиното сладко - С вкус на шоколад - Кой - La Piovra - Горещи нощи - Страшен полицай - Кънчо милионера - Царя на Петра думаше                                                                             |
| Искам да съм лейди | - Издаден: 2004 - Издател: Съни Мюзик - Формат: MC, CD | - Много си велик - Искам да съм лейди - С теб - Ха така, колега - Три карата - Защо аз - Ай, стига бе - Обичам греха - Дай супата - Сега е мой - Сладък край - Избери ме - Острието - Бонбон от любов                                        |

## Самостоятелни песни
- Командира (1999)
- Перденца (2000)
- Скари, скари (2000)
- Две сърца (дует с Алексис) (2001)
- Гладна мечка (2001)
- Жена в окови (2001)
- Ела (2004)
- SOS (2009)
- Мистър „лоша карма“ (2009)
- Напук (с Теодорос и Дионисос) (2009)

## Видеоклипове
| Видеоклип         | Премиера   | Албум              |
| ----------------- | ---------- | ------------------ |
| Хищна хиена       | 1998       | Хищна хиена        |
| Пачки             | 1998       | Хищна хиена        |
| Любовен грях      | 1998       | Хищна хиена        |
| Автостоп          | 1998       | Хищна хиена        |
| Що е любов        | 1998       | Хищна хиена        |
| Маргарити         | 1999       | Хищна хиена        |
| BMW кючек         | 1999       | Хищна хиена        |
| Дай една ракия    | 1999       | Котаците и маците  |
| Зоро              | 1999       | Котаците и маците  |
| Котаците и маците | 1999       | Котаците и маците  |
| Пурата кубинска   | 1999       | Котаците и маците  |
| Златна роза       | 1999       | Котаците и маците  |
| Липсваш ми        | 2000       | Котаците и маците  |
| Пак ще ме целуваш | 2000       | Котаците и маците  |
| Данъци            | 2000       | Котаците и маците  |
| Скари, скари      | 2000       | –                  |
| Жената паяк       | 2000       | Жената паяк        |
| Мечта             | 2001       | Жената паяк        |
| Парички           | 2001       | Жената паяк        |
| Без теб           | 2001       | Жената паяк        |
| Кеф ми е          | 2001       | Жената паяк        |
| Жена в окови      | 2001       | –                  |
| Обич              | 2001       | Жената паяк        |
| Глад, майка, глад | 2002       | La piovra          |
| La Piovra         | 2002       | La piovra          |
| Много си велик    | 2003       | Искам да съм лейди |
| Ела               | 2004       | –                  |
| Напук             | 20.08.2009 | –                  |